# Хулія Аріно
Хулія Аріно (ісп. Julia Arino; нар. 31 липня 1991) — аргентинська плавчиня. Учасниця Чемпіонату світу з водних видів спорту 2019, де на дистанціях 800 і 1500 метрів вільним стилем посіла 34-те і 27-ме місця й не потрапила до фіналів. А ще змагалась у марафонському плаванні на дистанціях 5 і 10 кілометрів, посівши, відповідно, 26-те і 32-ге місця.